# إرلاند كوش (لاعب رماية)
إرلاند كوش (بالألمانية: Erland Koch)‏ هو لاعب رماية ألماني، ولد في 3 يناير 1867، وتوفي في 29 أبريل 1945 في برلين في ألمانيا.

## وصلات خارجية
- إرلاند كوش على موقع اللجنة الأولمبية الدولية (الإنجليزية)
- إرلاند كوش على موقع أوليمبيديا (الإنجليزية)